# Petrella Salto
Petrella Salto – miejscowość i gmina we Włoszech, w regionie Lacjum, w prowincji Rieti.
Według danych na rok 2004 gminę zamieszkiwało 1305 osób, 12,9 os./km².